# STANDARD
《STANDARD》是日本女子搖滾樂團SCANDAL的第5張原創專輯，於2013年10月2日由Epic Records Japan Inc.發行。

## 概要
本音樂專輯與前作相隔約1年發行。本作的完全生產限定盤附有T恤一件、初回生產限定盤則包括收錄了MV的DVD，通常盤的全部4種初回仕樣版則隨機包含了一名成員的Solo寫真貼紙。

## 收錄曲目

### CD
1. Brand new wave [3:35]
作詞：TOMOMI、山田智和　作曲：山田智和　編曲：川口圭太
2. OVER DRIVE [5:03]
作詞・作曲：中田康貴　編曲：中田康貴、nishi-ken（日语：nishi-ken）
3. 火箭煙火（打ち上げ花火） [4:48]
作詞：一色徳保　作曲：一色德保、白石紗澄李（日语：シライシ紗トリ）　編曲：白石紗澄李
4. 橙汁 [4:06]
作詞：TOMOMI、田鹿祐一　作曲：田鹿祐一　編曲：川口圭太
5. 節拍器（メトロノーム） [4:00]
作詞・作曲：山口高始　編曲：川口圭太
6. Weather report [3:40]
作詞：RINA、西川響（日语：西川響）　作曲・編曲：西川響
7. 8月 [4:14]
作詞：HARUNA　作曲：MAMI　編曲：西川響
8. 應該不會再見了、要保重喔 [4:20]
作詞・作曲：柳澤亮太　編曲：川口圭太
9. 下弦月 [3:34] 
作詞・作曲・編曲：山口高始
10. 戀愛的完形崩壞（恋のゲシュタルト崩壊） [4:00]
作詞：RINA　作曲：RINA、HAJIMETAL（日语：ハジメタル）　編曲：AxSxE
11. 你和未來及完全同期（キミと未来と完全同期） [4:34] 
作詞：TOMOMI　作曲・編曲：篤志
12. 發光的眼淚（涙よ光れ） [3:28]
作詞：MAMI、田中秀典（日语：田中秀典）　作曲：田中秀典　編曲：白石紗澄李
13. STANDARD [3:19]
作詞：SCANDAL　作曲：MAMI　編曲：SCANDAL

### DVD
- 「應該不會再見了、要保重喔」 MUSIC VIDEO
- 「下弦月」 MUSIC VIDEO
- 「SCANDAL IN THE HOUSE」 MUSIC VIDEO

## 外部連結
- 索尼音樂娛樂介紹頁
  - 完全生產限定盤（页面存档备份，存于） （日語）
  - 初回生產限定盤（页面存档备份，存于） （日語）
  - 通常盤（页面存档备份，存于） （日語）
- 相關訪問
  - BARKS專訪（页面存档备份，存于） （日語）